# Лентковиці-Кольонія
Лентковиці-Кольонія (пол. Łętkowice-Kolonia) — село в Польщі, у гміні Радземиці Прошовицького повіту Малопольського воєводства.
Населення — 265 осіб (2011).
У 1975-1998 роках село належало до Краківського воєводства.

## Демографія
Демографічна структура станом на 31 березня 2011 року:
|          | Загалом | Допрацездатний вік | Працездатний вік | Постпрацездатний вік |
| -------- | ------- | ------------------ | ---------------- | -------------------- |
| Чоловіки | 139     | 30                 | 94               | 15                   |
| Жінки    | 126     | 16                 | 74               | 36                   |
| Разом    | 265     | 46                 | 168              | 51                   |